# Jirō Aichi

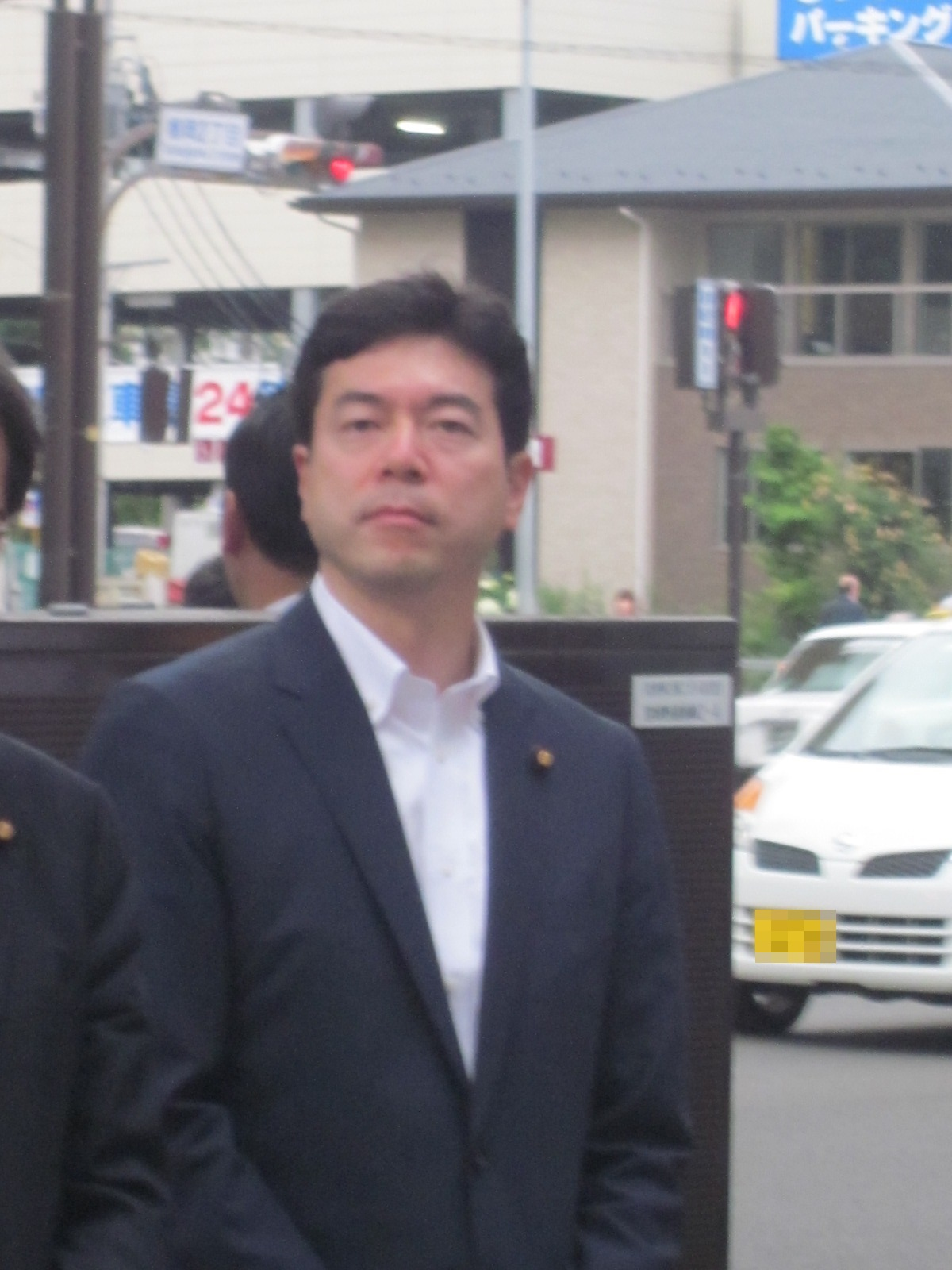
Jirō Aichi, 2016

Jirō Aichi (jap. 愛知 治郎 Aichi Jirō; * 23. Juni 1969 in New York City) ist ein japanischer Politiker und war von 2001 bis 2019 Mitglied im Sangiin, dem Oberhaus des Nationalparlaments, für Miyagi. Er gehört seit seiner ersten Wahl der Liberaldemokratischen Partei (LDP) an.
Aichi ist der Sohn von Kazuo Aichi (LDP→Shinseitō→NFP→LDP) und Enkel von Kiichi Aichi (LP→LDP), beide Shūgiin-Abgeordnete aus Miyagi. Er studierte Politikwissenschaft an der rechtswissenschaftlichen Fakultät der Chūō-Universität. Nach seinem Abschluss 1995 arbeitete er in einer Anwaltskanzlei und als Abgeordnetensekretär seines Vaters.
Bei der Sangiin-Wahl 2001 kandidierte Aichi ohne Parteinominierung mit Unterstützung von LDP, Kōmeitō und Konservativer Partei in Miyagi (damals zwei Sitze pro Teilwahl). Hinter der Demokratin Tomiko Okazaki (37,2 %) erhielt er rund 27,5 % der Stimmen und verdrängte LDP-Amtsinhaber Hiroaki Kameya (25,9 %) auf den dritten Platz. Bei der Wahl 2007 wurde er mit noch größerem Rückstand auf Okazaki, aber ungefährdet wiedergewählt: Die einzigen anderen Konkurrenten waren zwei abgeschlagene linke Kandidaten von SDP und KPJ. 2013 wurde er mit der klar höchsten Stimmenzahl vor Masamune Wada (Minna no Tō, inzwischen LDP) und der knapp abgewählten Tomiko Okazaki bestätigt.
Von 2005 bis 2006 (Kabinett Koizumi III (Umbildung)) war Aichi parlamentarischer Staatssekretär (chōkan seimukan) im Verteidigungsamt, von 2013 bis 2014 (Kabinett Shinzō Abe II) „Vizeminister“ (fuku-daijin) im Finanzministerium. Im Sangiin übernahm er von 2008 bis 2009 den Vorsitz im Kabinettsausschuss, von 2012 bis 2013 den Vorsitz im Ausschuss für Verwaltungsaufsicht. In der Sangiin-LDP war er von 2016 bis 2017 PARC-Vorsitzender.
Bei der Sangiin-Wahl 2019 unterlag er mit 47,7 % der Stimmen der Oppositionskandidatin Noriko Ishigaki (KDP, 48,6 %).

## Anmerkung
1. ↑  Ausdrücklich Geburt laut Sangiin-Abgeordnetenprofil. Aichis Website gibt Miyagi-ken als Herkunft an (出身地 shusshinchi; bezieht sich meistens auf den Geburtsort, kann aber auch anderes wie etwa den Koseki-Bürgerort meinen).